# امبودیهارینا
امبودیهارینا (به لاتین: Ambodiharina) یک منطقهٔ مسکونی در ماداگاسکار است که در آتسینانانا واقع شده‌است.

## خصوصیات
امبودیهارینا ۲۰٬۲۱۷ نفر جمعیت دارد.